# Francesco Giaculli
Francesco Giaculli (* 25. Juni 1928 in Lavello) ist ein italienischer Filmproduzent und -regisseur.

## Leben
Giaculli studierte in Siena Sprach- und Literaturwissenschaft und Philosophie. Später zog er nach Mailand, wo er die Schule des Piccolo Teatro di Milano besuchte. Zunächst arbeitete er beim Fernsehen. Für das Kino produzierte er in Zusammenarbeit mit Mario Cecchi Gori einige erfolgreiche Filme; zwischen 1957 und 1960 war er bei sechs Filmen in dieser Funktion tätig.
Als Regisseur debütierte er 1959, als er für den erkrankten Mario Bonnard für einige Szenen von Gastone einsprang. Die Komödie Gli incensurati aus dem folgenden Jahr blieb sein einziger Solo-Beitrag; es handelt sich um eine Komödie mit Peppino De Filippo. Danach verließ Giaculli das Filmgeschäft und wurde Herausgeber einer Zeitschrift für Flugwesen, der Volare.
Giaculli hatte 1956 mit der Fliegerei begonnen und wurde später Präsident verschiedener Flugvereine.

## Filmografie (Auswahl)
- 1960: Gli incensurati (Regie)